# Palacio Vistalegre
Palacio Vistalegre, športska dvorana u španjolskom glavnom gradu Madridu. Otvorena je 2000. nakon radova vrijednih 25 000 000 eura, a može primiti 15 000 ljudi. Pretežno se koristi za rukometne i košarkaške utakmice, te je niz godina služila kao domaća dvorana košarkaških klubova Real Madrida i CB Estudiantesa. Bila je domaća dvorana rukometnog kluba Neptuna cijelo vrijeme njegova postojanja (2011. – 2013.).
Dvorana je izgrađena 1908. i predviđena za borbu s bikovima. Godine 1980. ring je zatvoren, da bi tek 1996. nastali planovi za izgradnju suvremene dvorane koji su realizirani četiri godine kasnije. Borbe s bikovima i danas se mogu održavati u dvorani, za taj šport kapacitet iznosi 14 000 mjesta.

## Vanjske poveznice
- Službena stranica
- World Stadiums  Arhivirana inačica izvorne stranice od 25. siječnja 2009. (Wayback Machine)